# Pietro Sambi
Dom Pedro Sambi (Sogliano al Rubicone, Forlì-Cesena, Itália, 27 de junho de 1938 - 27 de julho de 2011) foi um religioso italiano que foi arcebispo titular de Belcastro, e núncio apostólico (embaixador da Santa Sé) no Burundi, Indonésia, Chipre, Israel e Estados Unidos.
Pietro Sambi foi ordenado sacerdote em 14 de março de 1964 e posteriormente doutorou-se na Pontifícia Universidade Gregoriana de Roma. Em 1969 ingressou no serviço diplomático da Santa Sé. Papa Paulo VI concedeu-lhe o título honorário de Capelão de Sua Santidade (Monsenhor) em 27 de janeiro de 1971. Sambi serviu em Camarões, Cuba (1974) e Argélia (1978) antes de se tornar ativo na Nunciatura Apostólica na Nicarágua em 1979, durante o período de transição de Anastasio Somoza Debayle para o governo sandinista de Daniel Ortega. Em 1978 mudou-se para a Bélgica. Em 18 de junho de 1982, o Papa João Paulo II concedeu-lhe o título de Prelado Honorário de Sua Santidade. Em 1984 trabalhou na Nunciatura Apostólica na Índia.
João Paulo II nomeou-o arcebispo titular de Bellicastrum em 10 de outubro de 1985 e nomeou-o pró-núncio apostólico no Burundi. Foi ordenado bispo em 9 de novembro de 1985 pelo cardeal Jozef Tomko, prefeito da Congregação para a Evangelização dos Povos; Os co-consagradores foram Dom Cesare Zacchi, Presidente da Pontifícia Academia Diplomática, e Giovanni Locatelli, Bispo de Rimini.
Em 28 de novembro de 1991, mudou-se para a Indonésia como pró-núncio. Em 6 de junho de 1998, Sambi tornou-se Núncio Apostólico em Israel e Chipre e Delegado Apostólico em Jerusalém e Palestina. Em 17 de dezembro de 2005, o Papa Bento XVI o nomeou observador permanente na Organização dos Estados Americanos em Washington, D.C. e Núncio nos Estados Unidos.
Sambi foi capelão conventual da Ordem de Malta nos EUA.
Ele morreu após uma cirurgia pulmonar no Hospital Johns Hopkins em Baltimore e foi enterrado em 2 de agosto de 2011 em sua cidade natal, Sogliano al Rubicone.